# Tom Monaghan
 (septembre 2016).
Améliorez-le ou discutez des points à vérifier. 
 (juillet 2015).
Le contenu est difficilement compréhensible vu les erreurs de traduction, qui sont peut-être dues à l'utilisation d'un logiciel de traduction automatique.
Pour les articles homonymes, voir Monaghan (homonymie).
Tom Monaghan (25 mars 1937, Ann Arbor, Michigan), de son nom complet Thomas Stephen Monaghan est un entrepreneur catholique et philanthrope, originaire du Michigan, qui a fondé Domino's Pizza en 1960. Lui et son épouse, Marjorie Zybach, une protestante, se marient en 1962, ils ont quatre filles. Il a plus tard consacré son temps et sa fortune considérable aux œuvres catholiques et aux causes politiques américaines conservatrices. Champion de la tendance de droite américaine, et adversaire de l'avortement, Monaghan cite souvent la date de sa conception plutôt que sa date de naissance. Il a dépensé des centaines de millions de dollars dans ces actions et son militantisme lui vaut aux États-Unis admiration et critique. 

## Biographie
Il entre tôt dans les affaires après le décès de son père. Sa mère a eu des difficultés en tant que mère isolée, elle confia temporairement ses enfants à un orphelinat catholique. C'est à ce moment, que les nonnes lui ont inspiré sa dévotion à la foi catholique. Encore mineur, il entre au séminaire, pour devenir prêtre. Il a été expulsé de ce séminaire pour son indiscipline (commençant un combat d'oreiller, parlant dans le hall d'étude, arrivant en retard à la chapelle, etc.).
Monaghan est enrôlé dans le corps des Marines des États-Unis en 1956 et il reçoit une honorable décharge (en) en 1959. Il retourne alors à Ann Arbor et s'inscrit à l'université du Michigan, pour devenir architecte. Alors qu'il est toujours étudiant, lui et son frère James empruntent 900 $ pour acheter un petit magasin de pizza appelé DomiNick's à Ypsilanti, dans le Michigan. En 1983, Monaghan achète les Tigers de Detroit, une équipe de baseball qui a gagné la Série mondiale en 1984. Par sa participation en tant que propriétaire, il est devenu proche du commissaire Bowie Kuhn, qui reste un ami, un associé d'affaires, et un participant de son militantisme catholique et anti-avortement. Monaghan a finalement vendu les Tigres à son concurrent Mike Ilitch de Little Caesar's Pizza en 1992. Combinant sa passion pour la pizza et le baseball, son autobiographie est intitulée le tigre de la pizza. Monaghan est un promoteur de l'architecte Frank Lloyd Wright, et les sièges sociaux de Domino's Pizza à Ann Arbor ressemble fortement à l'architecture de Wright Prairie School, adaptée à une plus grande échelle. Il est l'un des premiers collectionneur des objets façonnés de Wright, y compris une table et des chaises de salon pour lesquelles il a payé 1,6 million de dollars. Il a même acheté une partie de l’île de Drummond au Michigan où il a créé des bâtiments conçus suivant le modèle de Wright. Une autre passion est sa collection d'automobiles, et pendant un certain temps, Monaghan comptait parmi sa collection une des six Bugatti Royale du monde, payée 8 millions de dollars.

## Le réveil religieux
Après la lecture de Mere Christianity par l'auteur anglican C. S. Lewis en 1989, il prend deux ans en dehors de ses affaires pour examiner sa vie et explorer des buts religieux. En dépit de son énorme richesse, Monaghan s'est privé de la plupart de ses possessions matérielles fastueuses. Il a renoncé à la suite somptueuse de bureau aux sièges sociaux de Domino's Pizza, remplis des planchers carrelés et d'une rangée de l'ameublement élaboré par Wright, en la transformant en salle de réception. Il a également cessé la construction d'un manoir inspiré par Wright, à demi-fini, énorme et opulent qui devait être sa maison (la maison reste non finie). Il a également dirigé la construction d'une cathédrale au Nicaragua et a établi une mission dans une ville de montagne du Honduras. Il est revenu à Domino's Pizza en 1991. Il est en conflit avec l'Organisation nationale américaine pour les femmes, nommée "NOW" (Maintenant) pour ses dons aux causes anti-avortement. NOW a réclamé un boycott de Domino's Pizza, mais l'effet espéré sur les ventes de la compagnie semble sans répercussion. Monaghan a vendu ses parts de contrôle de Pizza's Domino en 1998 à Bain Capital, une société de placement en valeurs mobilières basée à Boston, pour un milliard de dollars environ. Il se situe désormais un peu plus loin d'un empire de la pizza qui s'est développé atteignant un nombre de magasins d'environ 6 100.

## Militantisme
Il est conservateur, dans le parti Républicain, et catholique avec un intérêt particulier pour les lobbys anti-avortement et pour le renversement de ceux qui ont légalisé l'avortement. En 1983 il a établi Mater Christi qui est aujourd'hui la fondation Ave Maria. C'est un lobby privé, dont le but est de se concentrer sur l'éducation catholique, les médias catholiques, les projets de la communauté et d'autres charités catholiques. Il s'est joint à d'autres chefs de file des affaires catholiques à la tête de Legatus, une organisation catholique influente, catholique, action de lobbying pour favoriser les idéaux de l'église dans la société. Le nom a été pris de la signification latine "ambassadeur". Legatus doit servir de ressource spirituelle et de communauté sociale à ces catholiques qui se trouvent parmi les dirigeants de l'Amérique. L'idée lui est venue après avoir reçu la communion sainte du pape Jean-Paul II dans sa chapelle privée au Vatican en 1987. Aujourd'hui il y a 34 représentations aux États-Unis et au Canada qui entourent presque 1 500 membres qui représentent plus de 750 sociétés principales. Cette visite de Vatican l'a tellement marqué, qu'il est revenu aux États-Unis comme commis à promouvoir tout ce que le pape préconisait.

## Ave Maria
Il a bientôt établi la radio Ave Maria, Les comités Ave Maria comité d'action politique anti-avortement, et Thomas More, un cabinet juridique public d'intérêt concentré sur la défense des droits des chrétiens. Les comités donnent des ressources à l'aide contre la pauvreté en Amérique du Sud et centrale. En outre, cette organisation a fondé les académies de Spiritus Sanctus, des écoles primaires administrées par la communauté nouvellement établie des nonnes, les sœurs dominicaines de Sainte-Marie de l'Eucharistie. Cette organisation a fondé une université et une école de droit. Plusieurs d'autres entités sans but lucratif que la Ave Maria sont devenues indépendantes ou sont en cours de scission de l'organisation d'origine (cas vu récemment en Floride).

## École de droit et université puis ville nouvelle
L'école de droit d'Ave Maria, située à Ann Arbor, dans le Michigan, a ouvert ses portes en 2000, et a reçu l'accréditation de l'Association américaine du barreau en 2005. L'école a eu un succès étonnant par le fait que sa première classe des diplômés (2003) a réalisé le taux de passage de barre le plus élevé dans l'État du Michigan (93 %), et sa deuxième classe (2004) a eu un taux de réussite proche de 100 %. Les membres de corps enseignant de cette école, incluent le juge controversé conservateur Robert Bork, avec aussi Antonin Scalia, qui aide à développer le curriculum vitæ de l'école. La première conférence annuelle de l'école Ave Maria ont été présentées par Clarence Thomas en 1999. Le but indiqué de l'école est d'instruire les mandataires moraux compétents qui influenceront tous les aspects de la profession et de la théorie du droit. Monaghan avait à l'origine cherché à établir son université à Ann Arbor. Après un refus des fonctionnaires locaux, il chercha un autre emplacement. La Floride, lui offre un grand emplacement de 20 km2 près de Naples pour développer l'université.
Cette faculté ouvrit ses portes en février 2006, 5 000 étudiants devraient étudier dans ce complexe. Monaghan exerce un droit de regard sur tous les commerces de la ville. Il prévoit également d'y construire 11 000 logements ainsi qu'un oratoire. La société Pulte Homes construira la plupart des maisons. Monaghan a précisé que les pharmacies installées sur place se verront interdire de vendre les moyens de contraception, s'attirant par la même occasion les foudres de l'ACLU.

## Rattachement au Vatican
L'accession du cardinal Joseph Ratzinger comme pape Benoît XVI en 2005, a fait apparaître le rôle du père Joseph Fessio, jésuite, principal de l'université Ave Maria de Monaghan. Fessio a reçu sa thèse en théologie sous la direction de Ratzinger tandis que le futur pape était professeur à l'université de Ratisbonne. Fessio est resté près de Ratzinger, et la maison d'édition que Fessio a fondé, Ignatius Press (en), a été et reste l'éditeur de langue anglaise exclusif de tous les travaux personnels de Ratzinger avant son élection comme pape. Les vues conservatrices du père Fessio ont été une source de polémique dans l'ordre des Jésuites, mais son rapport avec le nouveau pape est vu par beaucoup comme très salutaire au succès de l'université.

## Fonds de pension
Monaghan a également établi financièrement le fonds de pension Ave Maria Mutual Funds, une société d'investissement. Il est un des membres du comité consultatif catholique pour cette compagnie, qui effectue des placements financiers selon ses critères moraux. L'absence de participation ou d'association à la contraception, la pornographie et l'avortement sont certains de ces critères.